# Přebor Zlínského kraje 2017/2018
V soubojích 30. ročníku Přeboru Zlínského kraje 2017/18 (jedna ze skupin 5. fotbalové ligy) se utkalo 14 týmů každý s každým dvoukolovým systémem podzim–jaro. Tento ročník začal v pátek 4. srpna 2017 úvodním zápasem 1. kola a celého ročníku (SK Baťov 1930 – FC Kvasice 2:2, PK 3:5) a skončil v neděli 17. června 2018 zbývajícími dvěma utkáními 26. kola. Z důvodu nezájmu předních mužstev o postup do vyšší soutěže nakonec sestoupily také Kvasice.

## Nové týmy v sezoně 2017/18
- Z Divize D 2016/17 sestoupilo do Zlínského krajského přeboru mužstvo SFK ELKO Holešov, z Divize E 2016/17 sestoupilo mužstvo FC Velké Karlovice + Karolinka.
- Ze skupin I. A třídy Zlínského kraje 2016/17 postoupila mužstva TJ Juřinka (vítěz skupiny A),TJ Spartak Hluk (vítěz skupiny B) a FC Kvasice (3. místo ve skupině B).

## Nejlepší střelec
Nejlepším střelcem ročníku se stal Pavel Škrobák z FC Velké Karlovice + Karolinka, který vstřelil 24 branky ve 26 startech.

## Konečná tabulka
Zdroj: 
| Poř. | Tým                                | Z  | V  | R     | P  | VG | OG | B  |
| ---- | ---------------------------------- | -- | -- | ----- | -- | -- | -- | -- |
| 1.   | FC RAK Provodov                    | 26 | 20 | 1 / 3 | 2  | 62 | 20 | 65 |
| 2.   | SK Baťov 1930                      | 26 | 12 | 5 / 3 | 6  | 49 | 42 | 49 |
| 3.   | FK Luhačovice                      | 26 | 15 | 1 / 2 | 8  | 57 | 31 | 49 |
| 4.   | FC Morkovice                       | 26 | 14 | 2 / 1 | 9  | 57 | 42 | 47 |
| 5.   | SFK ELKO Holešov (S)               | 26 | 11 | 5 / 2 | 8  | 43 | 29 | 45 |
| 6.   | TJ Spartak Hluk (N)                | 26 | 11 | 3 / 3 | 9  | 50 | 40 | 42 |
| 7.   | FK Bystřice pod Hostýnem           | 26 | 13 | 1 / 1 | 11 | 41 | 32 | 42 |
| 8.   | FC Velké Karlovice + Karolinka (S) | 26 | 11 | 2 / 3 | 10 | 48 | 39 | 40 |
| 9.   | TJ Štítná nad Vláří                | 26 | 12 | 0 / 2 | 12 | 41 | 48 | 38 |
| 10.  | TJ Juřinka (N)                     | 26 | 9  | 3 / 1 | 13 | 52 | 50 | 34 |
| 11.  | SK Boršice                         | 26 | 9  | 2 / 2 | 13 | 37 | 52 | 33 |
| 12.  | FC Kvasice (N)                     | 26 | 9  | 1 / 3 | 13 | 58 | 53 | 32 |
| 13.  | FC Rožnov pod Radhoštěm            | 26 | 5  | 2 / 3 | 16 | 25 | 72 | 22 |
| 14.  | FK Chropyně                        | 26 | 2  | 1 / 0 | 23 | 25 | 95 | 8  |

Poznámky:
- Z = Odehrané zápasy; V = Vítězství; R = Remízy; P = Prohry; VG = Vstřelené góly; OG = Obdržené góly; B = Body; (S) = Mužstvo sestoupivší z vyšší soutěže; (N) = Mužstvo postoupivší z nižší soutěže (nováček)
- Od ročníku 2014/15 včetně se hraje ve Zlínském kraji tímto způsobem: Pokud zápas skončí nerozhodně, kope se penaltový rozstřel. Jeho vítěz bere 2 body, poražený pak jeden bod. Za výhru po 90 minutách jsou 3 body, za prohru po 90 minutách není žádný bod.

|  | Postup do Divize D 2018/19 nebo Divize E 2018/19   |
|  | Sestup do I. A třídy Zlínského kraje sk. A 2018/19 |
|  | Sestup do I. A třídy Zlínského kraje sk. B 2018/19 |